# Blind Date unterm Weihnachtsbaum
Blind Date unterm Weihnachtsbaum (Originaltitel: Noël… et plus si affinités) ist ein französisch-belgischer Fernsehfilm aus dem Jahr 2023 von Regisseur Gilles Paquet-Brenne, der gemeinsam mit Hakim Benbouchta das Drehbuch schrieb, das auf Benbouchtas Roman Le Pseudo basiert. Die Hauptrollen in der romantischen Komödie übernahmen Hélène de Fougerolles und Lannick Gautry.

## Handlung
Chloé und Herold arbeiten gemeinsam in einer Chocolaterie in Paris, deren Geschäft um 20 Prozent eingebrochen ist, während jenes gegenüber mit den Industriepralinen um 10 Prozent zugenommen hat. Herold ist in der Werbeabteilung tätig, wo die für die Werbekampagne für Weihnachten zuständige Kollegin Coralie zwei Wochen vor dem Weihnachtsfest von der Konkurrenz abgeworben wurde. 
Die nach dem Tod des Firmengründers Vivian Delage von den Erben als Managerin eingesetzte Chloé beauftragt Herold, die Aufgaben von Coralie zu übernehmen, und die Kampagne zu lancieren. Herold unterbreitet ihr zwei Vorschläge, außerdem kritisiert er die fehlende Wertschätzung der Mitarbeiter durch das Management und schlägt eine Firmen-Weihnachtsfeier vor. Auf Anweisung von Chloé soll Herold sich um deren Organisation kümmern.
Michel ist ein Freund von Herold, der angibt, über eine Dating-Plattform viele Frauen kennenzulernen. Herolds 13-jährige Tochter Line empfiehlt ihrem Vater, sich ebenfalls auf der Plattform anzumelden. Schließlich melden Line und Michel Herold ohne dessen Wissen unter dem Profilnamen Chamonix1010 an, weil sie in Chamonix auf Skiurlaub waren und der 10. Oktober sein Geburtstag ist. Line betreut das Profil. Lines Mutter hatte Herold drei Jahre zuvor verlassen und ist in ihre Heimat Brasilien zurückgekehrt, mittlerweile ist sie schwanger. Line lebt normalerweise bei ihrer Mutter und ist vor Weihnachten nach Paris zu ihrem Vater geflogen.
Chloé ist alleinerziehende Mutter des ebenfalls 13-jährigen Jules, der seine Mutter ohne deren Wissen auf der Dating-Plattform als Audi anmeldet. Nach einigen Nachrichten zwischen Audi und Chamonix1010 schlägt Chamonix1010 ein Treffen im realen Leben vor. Jules und Line müssen sich daher über die Plattform gestehen, dass sie sich ohne deren Wissen als ihr jeweiliges Elternteil ausgegeben haben. Jules und Line kommunizieren direkt mittels Facetime um ihre Eltern miteinander zu verkuppeln, Line bittet dazu Michel um Hilfe. 
Der erkennt anhand eines Fotos Chloé als die Vorgesetzte von Herold. Auf Bitte der Kinder schlägt Michel vor, dass sich die beiden außerhalb des Arbeit treffen müssen, die Kinder arrangieren zunächst ein Treffen im Supermarkt und später am Eislaufplatz, wo sie sich über die Arbeit austauschen. Chloé informiert ihn, seine Vorschläge zu verwerfen und stattdessen Coralies Arbeit zu verwenden, die Herold missfällt, weil sie den bisherigen Unternehmenswerten als Familienunternehmen und dem Geist des Firmengründers widerspricht. Nachdem Chloé auf Vorschlag von Herold den Betrieb besichtigt und sich mit dem Chocolatier austauscht, ändert sie ihre Meinung. 
Die Kinder gestehen ihren Eltern schließlich, sie auf der Plattform ohne deren Wissen angemeldet zu haben und schicken sie zu einem Blind Date. Dort ist die Stimmung zunächst frostig, diese ändert sich, nachdem Chloé Herold mitteilt, dass sie seine Vorschläge nun doch gut findet und sie sich gegenseitig ihre Lebensgeschichte erzählen, sodass sie das Verhalten des jeweils Anderen besser verstehen. Chloé und Herold präsentieren den Erben Herolds Marketingkonzept, das den Firmengründer in den Mittelpunkt stellt. Nachdem die Erben zustimmen, fallen sich Chloé und Herold vor Freude in die Arme. Die beiden küssen sich und feiern Weihnachten zusammen mit den Kindern.

## Besetzung und Synchronisation
Die deutschsprachige Synchronisation übernahm die Digital Media Technologie. Dialogregie führte Matthias Klimsa, das Dialogbuch schrieb Robert Weber.
| Rolle          | Darsteller            | Synchronsprecher  |
| -------------- | --------------------- | ----------------- |
| Chloé          | Hélène de Fougerolles | Céline Fontanges  |
| Harold Garnier | Lannick Gautry        | Christian Stark   |
| Line           | Lior Chabbat          | Lisa Marie Trense |
| Jules          | Aliocha Delmotte      | Mika Blümel       |
| Michel         | Florent Peyre         | Asad Schwarz      |
| Florence       | Jeanne Bournaud       | Simona Pahl       |
| Clarisse       | Jina Djemba           | Nadine Wöbs       |
| Erbin          | Yael Dyens            | Céline Schwarz    |
| Philippine     | Geneviève Doang       | Jannika Jira      |

## Produktion und Veröffentlichung
Der Film wurde von Beaubourg Audiovisuel SAS und Be-FILMS produziert, Produzenten waren Clothilde Jamin und Stéphane Marsil, beteiligt waren TF1 und RTBF. Dreharbeiten fanden in Paris und Annecy statt.
Die Kamera führte Pascal Ridao, die Musik schrieb Ronan Maillard, die Montage verantwortete Romain Namura. Das Szenenbild gestaltete Olivier Guyader und das Kostümbild Natalie Van Der Meulen.
Auf TF1 wurde der Film am 20. November 2023 erstmals ausgestrahlt, in der ARD Mediathek wurde der Film am 6. Dezember 2024 veröffentlicht. Die Erstausstrahlung im BR Fernsehen erfolgte am 7. Dezember 2024.

## Rezeption
Filmdienst.de vergab 2,5 von 5 Sternen und bezeichnete den Film als „romantische Komödie mit einer komplett vorhersehbaren Handlung und viel Sentimentalität, was durch patente Darsteller und die attraktive weihnachtliche Dekoration aber weitgehend wettgemacht wird, sodass die warmherzige Stimmung sich doch vermittelt“.
tvspielfilm.de urteilte: „Netter, oberflächlicher Spaß aus Frankreich“.